# 우메나이 쓰네오
우메나이 쓰네오(일본어: 梅内 恒夫, 1947년 8월 23일 ~ 생사불명)는 공산주의자동맹 적군파 활동가였다.
1947년 아오모리현에서 태어났다. 아오모리현립 하치노헤고등학교를 졸업하고 후쿠시마현립의과대학에 입학했다. 재학 중 공산주의자동맹에 가입했고, 적군파가 결성되었을 때 그 멤버가 되었다. 후에 연합적군 멤버가 되는 우에가키 야스히로를 적군파로 오르그하기도 했다.
우메나이는 조직에서 폭탄제조를 담당했으며, 그가 고안한 폭탄은 속칭 “우메나이 폭탄(梅内爆弾)”으로 불리며 신좌파의 폭탄투쟁을 비약시켰다. 그러나 대보살고개 사건이 수사될 때 우메나이의 이름이 부각되면서 폭발물취체벌칙 위반으로 지명수배되었다.
수배된 직후 지하로 잠적했고, 1972년 5월 10일 『영화비평』에 「공산주의자동맹 적군파에게서 일제타도를 뜻하는 모든 사람들에게」라는 수기를 기고하여 오오타 류・타케나카 로・히라오카 마사아키 등에게 응원을 보냈다. 오오타가 “동지로서 공연하게 확인하자”고 화답했으나 우메나이의 대답은 없었다. 이것이 우메나이의 마지막 소식이며, 그대로 생사불명이 되었다. 이 수기에서 표현된 사상은 이후 일본원주민론으로 결실을 맺어 반일주의 테러가 빈발하는 계기가 되었다.
1978년 1월 10일, 공소시효가 만료되었다. 신좌파 테러리스트 가운데는 공소시효가 만료되면 공연활동조직 등을 통해 성명을 내거나 지원자들 앞에 모습을 드러내는 사람들이 있으나, 우메나이는 그런 행동을 취하지 않았기 때문에 여전히 생사불명 상태로 남아 있다.
우메나이가 그다지 거물이 아니었다는 견해도 있다. 적군파가 M작전(은행강도)을 벌이려 하면 꽁무니를 뺐기 때문에 “비비리스트(ビビリスト)”라는 별명도 있었다. 우메나이 폭탄이라는 것도 파괴력만 무식하게 높을 뿐 중량이 3 kg 이상으로 너무 무거워, 안전권 20미터 밖에서 투척하려면 투포환 선수 수준의 팔힘을 요하는 등 실용성이 부족했다. 평생을 지명수배자로 살다 생사불명이 된 것만으로 운동사에 “전설의 사나이”로 과대평가되었다는 것이다.